# Казка про три гроші
Казка про три гроші (словац. O troch grošoch) — словацька народна казка. Про короля, що подивувався з життєвої загадки старого бідняка, який примудрявся виживати за три гроші, а згодом король зробив цього бідняка своїм радником замість 12 колишніх.
Вперше казка була опублікована словацьким збирачем народного фольклору та письменником Паволом Добшинським (Pavol Dobšinský) у збірнику Prostonárodné slovenské povesti (1880 - 1883).
|  | Цитата з твору: Здивувався король і спитав його, як він може прожити на три гроші. — Ой, ласкавий пане, якось би воно на них жилося. Та я з тих трьох грошів один повертаю, другий позичаю, а з третього вже сам живу. Король думав-думав, що то воно означає, аж голова йому обертом ішла, та все ніяк не втямить, що воно й до чого. От він і признався, що не знає, як йому те розуміти.: — Та що ж, найясніший пане,— каже бідний чоловік,— так воно й є! Годую я старого й немічного батька, отож йому й повертаю, бо він мене годував. Годую і малого сина,— йому позичаю, щоб він мені повертав, коли постарію. А на третій гріш сам мушу жити. .... — Ну,—сказав на те король,—коли в тебе більше розуму, ніж у моїх дванадцятьох радників, не будеш ти вже копати канави, а будеш у моєму дворі поживати й коло мене в раді засідати. А ви?— обернувся до своїх радників.— Чи вам не соромно? Що тепер з вами робити? Тепер я вам не тільки не додам платні, а ще й виверну з того, що отримуєте... |

## Сюжет
Копав бідний чоловік канаву, і проходив повз того чоловіка король. Він побачив що чоловік живе на три гроші і дав йому жменю дукатів бо не відав, як це можна прожити на ті три гроші - справжня загадка. І сказав король, що сюди можуть прийти дванадцять його радників, які постійно вимагають у нього збільшення жалування і можуть вимагати щоб бідняк їм розгадав загадку. Але чоловік не повинен розказувати, а ж поки перед ним не з'явиться королівський образ. Згодом той чоловік так і зробив. А король побачивши розум бідняка вигнав своїх радників, а того чоловіка зробив своїм помічником.

## Персонажі
- Король
- Бідний чоловік
- Дванадцять радників

## Казковий тип
Відповідно до системи Аарне–Томпсона, розробленої у 1910 році, казка відповідає типу ATU 921A «Чотири монети» (англ. The four coins).

## Схожі за казковим типом казки
- «Казка про бідняка й королівських радників» — українська народна казка.
- King and the Basket Weaver (англ.) — грецька народна казка.[5]
- Загадка про мужика и царя (рос.) — російська народна казка.[6]